# Depot von Dušníky nad Vltavou
Das Depot von Dušníky nad Vltavou (auch Hortfund von Dušníky nad Vltavou) ist ein Depotfund der frühbronzezeitlichen Aunjetitzer Kultur aus Dušníky nad Vltavou, einem Ortsteil von Všestudy u Veltrus im Středočeský kraj, Tschechien. Es datiert in die Zeit zwischen 2000 und 1800 v. Chr. Das Depot ist heute zwischen dem Podřipské Museum in Roudnice nad Labem und dem Nationalmuseum in Prag aufgeteilt.

## Fundgeschichte
Das Depot wurde 1881 südöstlich von Dušníky bei Feldarbeiten zusammen mit über 100 Keramikgefäßen entdeckt. Die Fundstelle liegt an einem Bach, bei dem es sich vermutlich um einen Altarm der Moldau handelt.

## Zusammensetzung
Das Depot besteht aus zwei bronzenen Armspiralen und 30 Ösenhalsringen. Hiervon befinden sich eine Armspirale und 18 Ringe in Prag und der Rest wahrscheinlich in Roudnice, dessen Sammlung war bei Václav Mouchas Dokumentation allerdings nicht zugänglich. Die Armspirale in Prag besteht aus einem Band mit linsenförmigem Querschnitt. Ein Ende ist abgebrochen, das andere deformiert. Von den Ösenhalsringen haben 16 eine fein facettierte Oberfläche auf, ein weiterer ist nur an einem Ende facettiert.